# 아이이교
아이이교(야쿠트어: Айыы итэҕэлэ 아이이 이테겔레)는 야쿠트인의 텡그리교 부흥운동이다. 2015년 사하 공화국 야쿠츠크에서 정식 종교단체로 등록되었다. 1990년 설립된 쿠트시우르(야쿠트어: Кут-сүр)가 전신이다.
아이이교의 창시자는 소련 시절 샤머니즘을 연구한 문헌학자 라자르 "테리스" 안드레예비치 아파나시예프(러시아어: Лазарь Андреевич Афанасьев)다. "테리스"는 그 스스로 붙인 야쿠트 이름이다. 테리스의 가르침은 야쿠트인의 텡그리교를 일신론적으로 현대화한 것으로, 상세한 것은 『아이이의 가르침』이라는 책에 나와 있다.
아이이는 조물주 탕그라로서, 제9천상에 존재한다. 야쿠트 만신전에는 아이이를 비롯해 64위 신격이 있는데, 나머지 63신격은 모두 아이이의 화신에 불과하다고 한다. 인간의 넋(쿠트)은 세 부분으로 되어 있는데, 땅-넋, 공기-넋, 어머니-넋이다. 이러한 가르침들의 출전이 어디냐는 질문에 테리스는 "하얀 늙은 영"(white old spirit)에게 자기가 전해받았다고 주장했다.
종교조직으로서 간부의 역할은 토욘(Toyon, 부족장)이 맡는다. 마을마다 유르트를 지어놓고 기도원으로 사용하며, 암말의 젖을 제물로 바치는 무혈공양을 한다. 이러한 아이이교의 관습들이 알타이 공화국의 학교들에서 가르치는 민족문화의 내용에 영향을 미치기도 한다.

아이이교는 처음 시작될 때부터 이반 우크칸(Ivan Ukhkhan)이 이끄는 야쿠트 민족주의 운동 "사하인의 미래"(Sakha Kaskile)와 밀접하게 합작해오고 있다. 1990년대부터 아이이교와 사하인의 미래는 성전(聖殿) 건설 허가 요구운동을 함께해왔고, 1999년 사하 공화국 정부에서 허가를 내줌으로써 "정화의 집"(Archie Diete)이 건설되기 시작해 2002년 완공되었다. 그러나 2001년 러시아 정교회 대주교가 "이교도의 신전"(kapishche)이 세워졌다는 사실을 강하게 비판하고 나섰고, 2002년 사하 공화국 대선에서 친기독교 성향의 대통령이 선출되면서 민족종교 대표자들은 종교간 회의에 초청받지 못하게 되었다. 정화의 집은 압류되어 야쿠츠크시의 시유지가 되었고, 이후 문화회관으로 전용되었다. 이에 항의하여 정화의 집을 반환하고 아이이교 미션스쿨을 세워달라는 정치종교적 운동이 진행되고 있다. 한편, 정부 당국은 마을 단위의 풀뿌리 수준에서 아이이교 신앙이 확산되는 것은 굳이 막지 않고 방치하고 있다.